# Martyna Guzowska
Martyna Guzowska (* 13. Januar 2003) ist eine polnische Leichtathletin, die sich auf den Sprint spezialisiert hat.

## Sportliche Laufbahn
Erste internationale Erfahrungen sammelte Martyna Guzowska im Jahr 2021, als sie bei den U20-Europameisterschaften in Tallinn mit der polnischen 4-mal-400-Meter-Staffel mit 3:41,90 min im Vorlauf ausschied. Im Jahr darauf verpasste sie bei den U20-Weltmeisterschaften in Cali mit 3:37,18 m den Finaleinzug und 2025 belegte sie bei den U23-Europameisterschaften in Bergen in 3:29,98 min den fünften Platz. Anschließend kam sie bei den World University Games in Bochum in der Mixed-Staffel im Vorlauf zum Einsatz und trug damit zum Gewinn der Goldmedaille bei. Und auch der Frauenstaffel verhalf sie zum Finaleinzug und wurde dann mit einer Silbermedaille beehrt.
2025 wurde Guzowska polnische Hallenmeisteri in der 4-mal-200-Meter-Staffel. 

## Persönliche Bestleistungen
- 400 Meter: 53,71 s, 4. Juli 2025 in Krakau
  - 400 Meter (Halle): 54,49 s, 22. Februar 2025 in Toruń